# كورال بيستوير
كورال أستريد بيستوير رويث (بالإسبانية: Coral Astrid Bistuer Ruiz، ولدت في 16 نوفمبر 1964، مدريد، إسبانيا) لاعبة تايكوندو إسبانية.
حصلت على الميدالية الذهبية في بطولة العالم للتايكوندو عام 1987، وعلى خمس ميداليات ذهبية في بطولات أوروبا للتايكوندو.

## إنجازاتها

### بطولة العالم للتايكوندو
- 1987 برشلونة  إسبانيا:  ميدالية ذهبية في وزن تحت 65 كغم.
- 1991 أثينا  اليونان:  ميدالية فضية في وزن تحت 65 كغم.

### بطولة أوروبا للتايكوندو
- 1982 روما  إيطاليا:  ميدالية ذهبية في وزن تحت 62 كغم.
- 1986 سيفيلد  النمسا:  ميدالية ذهبية في وزن تحت 65 كغم.
- 1988 أنقرة  تركيا:  ميدالية ذهبية في وزن تحت 65 كغم.
- 1988 آرهوس  الدنمارك:  ميدالية ذهبية في وزن تحت 65 كغم.
- 1992 بلنسية  إسبانيا:  ميدالية ذهبية في وزن تحت 70 كغم.

## روابط خارجية
- كورال بيستوير على موقع TaekwondoData.com (الإنجليزية)
- كورال بيستوير على موقع أوليمبيديا (الإنجليزية)